# Unione Sportiva Grosseto Football Club 2007-2008
Questa voce raccoglie le informazioni riguardanti l'Unione Sportiva Grosseto Football Club nelle competizioni ufficiali della stagione 2007-2008.

## Stagione
La 2007-2008 è la prima stagione in assoluto per il Grosseto in Serie B. Il nuovo allenatore è Giorgio Roselli, che prende il posto di Antonello Cuccureddu. La rosa viene allestita con molti innesti in grado di competere con la categoria. In Toscana arrivano Walter Bressan, Michele Mignani, ex bandiera del Siena proveniente dalla Triestina, Giuseppe Abruzzese dal Lecce, Andrea Lazzari dall'Atalanta, e Marco Carparelli dalla Cremonese. Tra i partenti figurano Salvatore Pinna, Enrico Maria Amore, Giovanni Cipolla e il capitano Giovanni Giuseppe Di Meglio.
La stagione inizia con una sconfitta subita contro il Modena (3-0), a cui seguono quelle contro Brescia (0-1), e AlbinoLeffe (2-1), che portano all'esonero di Roselli.
Al suo posto viene chiamato Stefano Pioli. Dopo aver esordito con un pareggio contro il Cesena, la squadra ottiene la sua prima vittoria in campionato la settimana seguente contro il Rimini (2-1), con doppietta di Carparelli. Tra i risultati di rilievo, da segnalare la vittoria nel derby contro il Pisa (2-0), e quella esterna contro l'Ascoli (3-5).
Grazie anche a un calciomercato invernale azzeccato, che porta in dote gli attaccanti Danilevicius, Graffiedi e Pichlmann (autori di un totale di 18 reti, delle quali 9 del solo Danilevicius), il Grosseto distacca il fondo della classifica e staziona con tranquillità a metà schieramento. Il 10 maggio 2008 la squadra si impone per 3-0 sul Bologna (reti di Garofalo, Danilevičius e Consonni), ottenendo la matematica salvezza con tre turni di anticipo.

## Organigramma societario
Area direttiva
- Presidente: Piero Camilli
- Direttore sportivo: Nelso Ricci
- Direttore generale: dott. Alessandro Scalone

Area tecnica
- Allenatore: Giorgio Roselli, da settembre Stefano Pioli
- Allenatore in seconda: Giacomo Murelli
- Preparatore atletico: Matteo Osti
- Preparatore dei portieri: Marco Landucci

## Rosa
| N. |                      | Ruolo | Calciatore           |
| -- | -------------------- | ----- | -------------------- |
| 1  | Italia (bandiera)    | P     | Andrea Pinzan        |
| 2  | Italia (bandiera)    | D     | Michele Mignani      |
| 3  | Italia (bandiera)    | D     | Mirko Barbagli       |
| 4  | Australia (bandiera) | C     | Carl Valeri          |
| 5  | Italia (bandiera)    | D     | Natale Gonnella      |
| 5  | Ungheria (bandiera)  | C     | Attila Filkor        |
| 6  | Italia (bandiera)    | C     | Luca Giunchi         |
| 7  | Italia (bandiera)    | A     | Marco Carparelli     |
| 8  | Italia (bandiera)    | C     | Luigi Consonni       |
| 9  | Italia (bandiera)    | A     | Mattia Graffiedi     |
| 10 | Italia (bandiera)    | A     | Giovanni Cipolla     |
| 11 | Italia (bandiera)    | C     | Enrico Maria Amore   |
| 11 | Austria (bandiera)   | A     | Thomas Pichlmann     |
| 12 | Italia (bandiera)    | P     | Claudio Scognamiglio |
| 13 | Italia (bandiera)    | D     | Duccio Innocenti     |
| 14 | Francia (bandiera)   | C     | Sébastien Piocelle   |
| 16 | Italia (bandiera)    | C     | Alessandro Moro      |
| 17 | Italia (bandiera)    | A     | Salvatore Carboni    |

| N. |                     | Ruolo | Calciatore         |
| -- | ------------------- | ----- | ------------------ |
| 18 | Italia (bandiera)   | C     | Valerio Virga      |
| 19 | Italia (bandiera)   | D     | Agostino Garofalo  |
| 20 | Italia (bandiera)   | D     | Andrea Gessa       |
| 21 | Italia (bandiera)   | C     | Andrea Lazzari     |
| 22 | Italia (bandiera)   | C     | Gianpietro Zecchin |
| 23 | Brasile (bandiera)  | A     | Paulinho           |
| 24 | Italia (bandiera)   | D     | Ernesto Terra      |
| 27 | Italia (bandiera)   | D     | Giuseppe Abruzzese |
| 29 | Lituania (bandiera) | A     | Tomas Danilevičius |
| 32 | Italia (bandiera)   | P     | Walter Bressan     |
| 55 | Italia (bandiera)   | D     | Gianluca Freddi    |
| 81 | Iran (bandiera)     | D     | Alì Lolli          |
| 89 | Italia (bandiera)   | D     | Riccardo Terribile |
| 90 | Italia (bandiera)   | C     | Leonardo Longo     |
| 96 | Italia (bandiera)   | C     | Alessandro Corina  |
| 98 | Italia (bandiera)   | D     | Emilio Dierna      |
| 99 | Italia (bandiera)   | A     | Stefano Dall'Acqua |

## Calciomercato

### Sessione estiva(dall'1/7 al 31/8)
| Acquisti | Acquisti           | Acquisti    | Acquisti                         |
| R.       | Nome               | da          | Modalità                         |
| -------- | ------------------ | ----------- | -------------------------------- |
| P        | Walter Bressan     | Arezzo      | definitivo                       |
| P        | Andrea Pinzan      | Triestina   | definitivo                       |
| D        | Michele Mignani    | Triestina   | definitivo                       |
| D        | Mirko Barbagli     | Arezzo      | definitivo                       |
| D        | Natale Gonnella    | Pescara     | definitivo                       |
| D        | Pablo Pallante     | Cerro       | prestito con diritto di riscatto |
| D        | Ernesto Terra      | Arezzo      | prestito                         |
| D        | Matteo Fasciani    | Arezzo      | prestito                         |
| D        | Gianluca Freddi    | Roma        | compartecipazione                |
| D        | Duccio Innocenti   | AlbinoLeffe | definitivo                       |
| D        | Giuseppe Abruzzese | Lecce       | definitivo                       |
| C        | Valerio Virga      | Roma        | prestito                         |
| C        | Alessandro Moro    | Treviso     | prestito                         |
| C        | Gianpietro Zecchin | Padova      | compartecipazione                |
| C        | Sébastien Piocelle |             | svincolato                       |
| C        | Andrea Lazzari     | Atalanta    | prestito                         |
| A        | Marco Carparelli   | Cremonese   | definitivo                       |
| A        | Stefano Dall'Acqua | Treviso     | prestito                         |
| A        | Paulinho           | Livorno     | prestito                         |

| Cessioni | Cessioni                    | Cessioni       | Cessioni                         |
| R.       | Nome                        | a              | Modalità                         |
| -------- | --------------------------- | -------------- | -------------------------------- |
| P        | Salvatore Pinna             | Salernitana    | definitivo                       |
| D        | Andrea Galeotti             | Sambenedettese | definitivo                       |
| D        | Giovanni Giuseppe Di Meglio | Catanzaro      | definitivo                       |
| D        | Andrea Mengoni              | Chievo         | fine prestito                    |
| D        | Andrea Ghidini              | Südtirol       | definitivo                       |
| D        | Alì Lolli                   | Ternana        | definitivo                       |
| D        | Alberto Bianchi             | Spezia         | riscatto compartecipazione       |
| C        | Enrico Maria Amore          | Perugia        | definitivo                       |
| C        | Edoardo Catinali            | Perugia        | definitivo                       |
| A        | Tonino Sorrentino           | Perugia        | definitivo                       |
| A        | Giovanni Cipolla            | Lucchese       | definitivo                       |
| A        | Lorenzo Dal Rio             | Crotone        | prestito con diritto di riscatto |
| A        | Francesco Zizzari           | Lucchese       | definitivo                       |

### Sessione invernale(dal 3/1 al 31/1)
| Acquisti | Acquisti           | Acquisti  | Acquisti   |
| R.       | Nome               | da        | Modalità   |
| -------- | ------------------ | --------- | ---------- |
| C        | Attila Filkor      | Inter     | prestito   |
| A        | Mattia Graffiedi   | Triestina | prestito   |
| A        | Thomas Pichlmann   |           | svincolato |
| A        | Tomas Danilevičius | Bologna   | prestito   |

| Cessioni | Cessioni           | Cessioni    | Cessioni   |
| R.       | Nome               | a           | Modalità   |
| -------- | ------------------ | ----------- | ---------- |
| D        | Natale Gonnella    | Verona      | prestito   |
| C        | Sébastien Piocelle | Verona      | definitivo |
| A        | Salvatore Carboni  | Portogruaro | definitivo |

## Risultati

### Serie B

#### Girone di andata
| Arbitro: | Palanca (Roma) |

|                              |           |  |
| Longo 76’, 85’ Antonazzo 87’ | Marcatori |  |

| Arbitro: | Morganti (Ascoli Piceno) |

|  |           |               |
|  | Marcatori | 90+2’ Mannini |

| Arbitro: | Cavaretta (Trapani) |

|                         |           |                       |
| Ruopolo 43’ Cellini 49’ | Marcatori | 69’ (rig.) Carparelli |

| Grosseto 15 settembre 2007, ore 15:00 CEST 4ª giornata | Grosseto               | 0 – 0 referto | Cesena | Stadio Carlo Zecchini (3.349 spett.)\| Arbitro: \| Maurizio Ciampi (Roma) \| |
| Arbitro:                                               | Maurizio Ciampi (Roma) |               |        |                                                                              |

| Arbitro: | De Marco (Chiavari) |

|                    |           |           |
| Carparelli 54’ 58’ | Marcatori | 5’ Milone |

| Arbitro: | Tommasi (Bassano del Grappa) |

|                       |           |            |
| Pivotto 31’ Succi 65’ | Marcatori | 43’ Valeri |

| Arbitro: | Scoditti (Bologna) |

|                            |           |            |
| Dall'Acqua 61’, 86’ (rig.) | Marcatori | 63’ Capone |

| 6 ottobre 2007, ore 15:00 CEST 8ª giornata | Bari            | 0 – 0 referto | Grosseto | Stadio San Nicola (2.466 spett.)\| Arbitro: \| C. Russo (Nola) \| |
| Arbitro:                                   | C. Russo (Nola) |               |          |                                                                   |

| 14 ottobre 2007, ore 15:00 CEST 9ª giornata | Grosseto              | 0 – 0 referto | Messina | Stadio Carlo Zecchini (3.651 spett.)\| Arbitro: \| Squillace (Catanzaro) \| |
| Arbitro:                                    | Squillace (Catanzaro) |               |         |                                                                             |

| 20 ottobre 2007, ore 15:00 CEST 10ª giornata | Mantova                     | 0 – 0 referto | Grosseto | Stadio Danilo Martelli (7.728 spett.)\| Arbitro: \| Girardi (San Donà di Piave) \| |
| Arbitro:                                     | Girardi (San Donà di Piave) |               |          |                                                                                    |

| Arbitro: | Gava (Conegliano) |

|                                      |           |  |
| Carparelli 30’ (rig.) Dall'Acqua 63’ | Marcatori |  |

| Arbitro: | Tommasi (Bassano del Grappa) |

|                |           |                    |
| Tiribocchi 72’ | Marcatori | 90+5’ (aut.) Vives |

| Arbitro: | Salati (Trento) |

|                             |           |             |
| A. Lazzari 24’ Paulinho 90’ | Marcatori | 81’ Salgado |

| Arbitro: | Herberg (Messina) |

|                                                        |           |  |
| Granoche 3’ (rig.) Sgrigna 49’, 61’ Mignani 69’ (aut.) | Marcatori |  |

| Arbitro: | Scoditti (Bologna) |

|            |           |           |
| Valeri 65’ | Marcatori | 83’ Pesce |

| Arbitro: | Pantana (Macerata) |

|                                               |           |              |
| Bocchetti 37’ Lodi 67’ Evacuo 82’ Dedic 90+2’ | Marcatori | 46’ Paulinho |

| Arbitro: | C. Russo (Nola) |

|           |           |              |
| Terra 55’ | Marcatori | 22’ Beghetto |

| Arbitro: | Bergonzi (Genova) |

|               |           |  |
| Marazzina 64’ | Marcatori |  |

| Arbitro: | Cavarretta (Trapani) |

|                     |           |           |
| A. Lazzari 51’, 58’ | Marcatori | 57’ Cacia |

| Arbitro: | Mazzoleni (Bergamo) |

|                             |           |  |
| Mandelli 29’ Pellissier 82’ | Marcatori |  |

| Arbitro: | Marelli (Como) |

|                                          |           |  |
| A. Lazzari 40’ Graffiedi 56’ A. Moro 90’ | Marcatori |  |

#### Girone di ritorno
| Arbitro: | Herberg (Messina) |

|  |           |                              |
|  | Marcatori | 31’ (rig.) Pinardi 74’ Okaka |

| Arbitro: | C. Russo (Nola) |

|                                                                |           |               |
| Tacchinardi 27’ (rig.), 81’ Caracciolo 79’ Freddi 90+4’ (aut.) | Marcatori | 4’ A. Lazzari |

| Arbitro: | Gervasoni (Mantova) |

|                                    |           |                           |
| Graffiedi 30’ (rig.) Pichlmann 50’ | Marcatori | 13’ Cellini 43’ Cristiano |

| Cesena 12 febbraio 2008, ore 20:30 CEST 25ª giornata | Cesena               | 0 – 0 referto | Grosseto | Stadio Dino Manuzzi (6.640 spett.)\| Arbitro: \| Cavarretta (Trapani) \| |
| Arbitro:                                             | Cavarretta (Trapani) |               |          |                                                                          |

| Arbitro: | Valeri (Roma) |

|                                |           |  |
| R. Vitiello 41’ G. Greco 90+3’ | Marcatori |  |

| Arbitro: | Salati (Trento) |

|                                          |           |              |
| Pichlmann 18’ (rig.) Consonni 81’ (rig.) | Marcatori | 6’ 83’ Succi |

| 1º marzo 2008, ore 15:00 CEST 28ª giornata | Vicenza        | 0 – 0 referto | Grosseto | Stadio Romeo Menti (6.850 spett.)\| Arbitro: \| Marelli (Como) \| |
| Arbitro:                                   | Marelli (Como) |               |          |                                                                   |

| Arbitro: | Lops (Torino) |

|                                 |           |                  |
| A. Lazzari 32’ Danilevicius 42’ | Marcatori | 38’, 73’ Cavalli |

| Arbitro: | Pierpaoli (Firenze) |

|            |           |                     |
| Degano 32’ | Marcatori | 2’ (rig.) Graffiedi |

| Arbitro: | Scoditti (Bologna) |

|           |           |  |
| Terra 31’ | Marcatori |  |

| 21 marzo 2008, ore 15:00 CEST 32ª giornata | Pisa                      | 0 – 0 referto | Grosseto | Stadio Arena Garibaldi - Romeo Anconetani (12.587 spett.)\| Arbitro: \| Nicola Ayroldi (Molfetta) \| |
| Arbitro:                                   | Nicola Ayroldi (Molfetta) |               |          | |

| Arbitro: | Maurizio Ciampi (Roma) |

|                 |           |                      |
| Danilevicius 4’ | Marcatori | 24’ (aut.) Innocenti |

| Arbitro: | Valeri (Roma) |

|  |           |                                             |
|  | Marcatori | 19’ Danilevicius 50’ Garofalo 69’ Graffiedi |

| Arbitro: | Salati (Trento) |

|                  |           |                         |
| Danilevicius 21’ | Marcatori | 18’ Granoche 28’ Petras |

| Arbitro: | Squillace (Catanzaro) |

|                                            |           |                                                                      |
| Bernacci 29’ Sommese 39’ Soncin 82’ (rig.) | Marcatori | 3’ (aut.) Taibi 13’ A. Lazzari 16’, 48’ Danilevicius 90+5’ Graffiedi |

| Arbitro: | Pantana (Macerata) |

|                  |           |          |
| Danilevicius 18’ | Marcatori | 54’ Lodi |

| Arbitro: | Pinzani (Empoli) |

|                                 |           |                      |
| Quadrini 51’ Barreto 68’ (rig.) | Marcatori | 11’ (rig.) Graffiedi |

| Arbitro: | Pantana (Macerata) |

|                                           |           |  |
| Garofalo 7’ Danilevicius 35’ Consonni 39’ | Marcatori |  |

| Arbitro: | Pantana (Macerata) |

|           |           |                   |
| Tulli 70’ | Marcatori | 90+3’ (aut.) Bini |

| Arbitro: | Gava (Conegliano) |

|                         |           |                 |
| Danilevicius 56’ (rig.) | Marcatori | 42’ Ciaramitaro |

| Arbitro: | Pinzani (Empoli) |

|                          |           |                                     |
| Guidetti 42’ Eliakwu 71’ | Marcatori | 31’ (rig.) Pichlmann 74’ A. Lazzari |

### Coppa Italia

#### Turni preliminari
| Arbitro: | Marelli (Como) |

|                          |           |                |
| Milanetto 3’ N'Diayè 16’ | Marcatori | 32’ Carparelli |